# Nuoto alla XVIII Universiade
Il nuoto alle Universiadi 1995 si è svolto dal 24 al 28 agosto a Fukuoka e ha visto lo svolgimento di 34 gare, 17 maschili e 17 femminili.

## Medagliere
| Posizione | Paese         |    |    |    | Totale |
| --------- | ------------- | -- | -- | -- | ------ |
| 1         | Stati Uniti   | 15 | 14 | 10 | 39     |
| 2         | Giappone      | 7  | 9  | 9  | 25     |
| 3         | Brasile       | 2  | 4  | 0  | 6      |
| 4         | Cina          | 2  | 1  | 1  | 4      |
| 5         | Sudafrica     | 2  | 0  | 0  | 2      |
| 6         | Russia        | 1  | 2  | 3  | 6      |
| 7         | Francia       | 1  | 1  | 2  | 4      |
| 8         | Slovacchia    | 1  | 0  | 1  | 2      |
| 9         | Germania      | 1  | 0  | 0  | 1      |
| 9         | Corea del Sud | 1  | 0  | 0  | 1      |
| 9         | Canada        | 1  | 0  | 0  | 1      |
| 12        | Australia     | 0  | 2  | 2  | 4      |
| 13        | Paesi Bassi   | 0  | 1  | 1  | 2      |
| 14        | Italia        | 0  | 1  | 0  | 1      |
| 14        | Rep. Ceca     | 0  | 1  | 0  | 1      |
| 16        | Regno Unito   | 0  | 0  | 3  | 3      |

## Podi

### Uomini
| Evento               | Oro                                                                       | Perform. | Argento                                                               | Perform. | Bronzo                                                                   | Perform. |
| Stile libero         |                                                                           |          |                                                                       |          |                                                                          |          |
| 50 m                 | Fernando Scherer                                                          | 22"48    | Bill Pilczuk                                                          | 22"66    | Jason Rosenbaum                                                          | 22"91    |
| 100 m                | Fernando Scherer                                                          | 49"69    | Gustavo Borges                                                        | 50"20    | Josh Davis                                                               | 50"36    |
| 200 m                | Yann deFabrique                                                           | 1'50"04  | Dan Kanner                                                            | 1'50"84  | Masayuki Fujimoto                                                        | 1'51"01  |
| 400 m                | Josh Davis                                                                | 3'51"95  | Dan Kanner                                                            | 3'53"30  | Yann deFabrique                                                          | 3'55"81  |
| 800 m                | Christian Pieper                                                          | 8'04"89  | Luiz Lima                                                             | 8'06"01  | Hisato Yasui                                                             | 8'07"82  |
| 1500 m               | Hisato Yasui                                                              | 15'26"81 | Luiz Lima                                                             | 15'26"87 | Yann deFabrique                                                          | 15'33"42 |
| Dorso                |                                                                           |          |                                                                       |          |                                                                          |          |
| 100 m                | Kurt Jachimowski                                                          | 56"30    | Hajime Itoi                                                           | 56"58    | Robert Brewer                                                            | 56"78    |
| 200 m                | Ji Sang-Jun                                                               | 2'01"19  | Ryuji Horii                                                           | 2'01"32  | Jason Lancaster                                                          | 2'01"96  |
| Rana                 |                                                                           |          |                                                                       |          |                                                                          |          |
| 100 m                | Akira Hayashi                                                             | 1'02"71  | Aleksandr Tkachev                                                     | 1'03"38  | Stanislav Lopukhov                                                       | 1'03"66  |
| 200 m                | Aleksandr Tkachev                                                         | 2'14"69  | Steven West                                                           | 2'15"41  | Akira Hayashi                                                            | 2'15"48  |
| Farfalla             |                                                                           |          |                                                                       |          |                                                                          |          |
| 100 m                | Jason Lancaster                                                           | 53"15    | William Weaver                                                        | 53"97    | Andrey Katachev                                                          | 54"20    |
| 200 m                | Tom Malchow                                                               | 2'00"78  | Aleksandr Gorgurakiy Mike Merrell                                     | 2'00"87  |                                                                          |          |
| Misti                |                                                                           |          |                                                                       |          |                                                                          |          |
| 200 m                | Tom Wilkens                                                               | 2'02"96  | Jo Yoshimi                                                            | 2'03"40  | Jason Lancaster                                                          | 2'03"64  |
| 400 m                | Ian Mull                                                                  | 4'21"41  | Tatsuya Kinugasa                                                      | 4'24"85  | Andrew Potts                                                             | 4'25"73  |
| Staffette            |                                                                           |          |                                                                       |          |                                                                          |          |
| 4x100 m stile libero | Stati Uniti Bradley Schumacher Scott Tucker Oliver Gumbrill Josh Davis    | 3'19"44  | Brasile Fernando Scherer André Cordeiro André Teixeira Gustavo Borges | 3'20"53  | Regno Unito Mark Stevens Alan Rapley Nicholas Osborn Simon Handley       | 3'24"51  |
| 4x200 m stile libero | Stati Uniti Josh Davis Daniel Kanner Chris Rumley Bradley Schumacher      | 7'17"83  | Francia Thierry Le Leuch Johan Dulat Bruno Orsoni Yann DeFabrique     | 7'30"66  | Giappone Hiroshi Fukuda Yukihiro MAtsuhita Shusuke Ito Masayuki Fujimoto | 7'31"02  |
| 4x100 m misti        | Stati Uniti Kurt Jachimowski Leif Engstrom-Heg Jason Lancaster Josh Davis | 3'42"02  | Giappone Hahime Itoi Akira Hayashi Junya Kawakami Yukihiro Matsuhita  | 3'43"36  | Russia Sergei Sudakov Aleksandr Tkachev Andrei Katachev Yuri Mukhin      | 4'43"48  |

### Donne
| Evento               | Oro                                                                        | Perform. | Argento                                                                     | Perform. | Bronzo                                                                | Perform. |
| Stile libero         |                                                                            |          |                                                                             |          |                                                                       |          |
| 50 m                 | Sun Jialin                                                                 | 26"19    | Nicole DeMan                                                                | 26"21    | Marianne Muis                                                         | 26"32    |
| 100 m                | Martina Moravcová                                                          | 56"70    | Marianne Muis Lisa Coole                                                    | 57"05    |                                                                       |          |
| 200 m                | Lisa Jacob                                                                 | 2'02"03  | Sarah Anderson                                                              | 2'03"22  | Naoko Imoto                                                           | 2'03"86  |
| 400 m                | Emily Peters                                                               | 4'13"89  | Sarah Anderson                                                              | 4'15"18  | Sachiko Miyaji                                                        | 4'17"98  |
| 800 m                | Tamako Kihara                                                              | 8'40"68  | Julie Millis                                                                | 8'43"29  | Chloe Flutter                                                         | 8'45"95  |
| 1500 m               | Tobie Smith                                                                | 16'20"58 | Julie Millis                                                                | 16'34"01 | Tamako Kihara                                                         | 16'40"75 |
| Dorso                |                                                                            |          |                                                                             |          |                                                                       |          |
| 100 m                | Kristin Heydanek                                                           | 1'02"86  | Yoko Koikawa                                                                | 1'02"94  | Angela Gittings                                                       | 1'03"57  |
| 200 m                | Yoko Koikawa                                                               | 2'14"61  | Elizabeth Jackson                                                           | 2'14"87  | Joanne Deakins                                                        | 2'15"62  |
| Rana                 |                                                                            |          |                                                                             |          |                                                                       |          |
| 100 m                | Penelope Heyns                                                             | 1'08"47  | Helen Denman                                                                | 1'10"30  | Nadine Neumann                                                        | 1'10"58  |
| 200 m                | Penelope Heyns                                                             | 2'28"44  | Nadine Neumann                                                              | 2'31"66  | Kyoko Kasuya                                                          | 2'31"85  |
| Farfalla             |                                                                            |          |                                                                             |          |                                                                       |          |
| 100 m                | Liu Limin                                                                  | 59"74    | Karen Campbell                                                              | 1'00"50  | Lisa Coole                                                            | 1'01"11  |
| 200 m                | Tomoko Kunimitsu                                                           | 2'10"29  | Liu Limin                                                                   | 2'10"39  | Annette Salmeen                                                       | 2'13"49  |
| Misti                |                                                                            |          |                                                                             |          |                                                                       |          |
| 200 m                | Fumie Kurotori                                                             | 2'17"00  | Lenka Maňhalová                                                             | 2'17"20  | Martina Moravcová                                                     | 2'17"36  |
| 400 m                | Fumie Kurotori                                                             | 4'45"66  | Hideko Hiranaka                                                             | 4'50"31  | Kerri Hale                                                            | 4'54"45  |
| Staffette            |                                                                            |          |                                                                             |          |                                                                       |          |
| 4x100 m stile libero | Stati Uniti Jessica Tong Lisa Coole Mary Edwards Talor bendel              | 3'46"68  | Italia Cecilia Vianini Alessandra Cassani Cristina Chiuso Cecilia Vallorini | 3'52"06  | Giappone Eiko Yasutomi Sachiko Miyaji Tamako Kihara Naoko Imoto       | 3'52"99  |
| 4x200 m stile libero | Canada Kari Haag Lisa Jacob Sheila Taormina Sarah Anderson                 | 8'05"18  | Giappone Naoko Imoto Sachiko Miyaji Tamako Kihara Yoko Koikawa              | 8'15"13  | Regno Unito Helen Billington Helen Jepson Lucy Findlay Joanne Deakins | 8'23"84  |
| 4x100 m misti        | Stati Uniti Kristin Heydanek Kelli King-Bednar Karen Campbell Mary Edwards | 4'10"49  | Giappone Yoko Koikawa Yoshie Nishioka Tomoko Kunimitsu Naoko Imoto          | 4'11"55  | Cina Bai Xiuyu He Dan Liu Limin Sun Jialin                            | 4'14"47  |